# کوسه‌نهنگ کبود
کوسه‌نهنگ کبود (نام علمی: Brachaelurus colcloughi) نام یک گونه از سرده کوسه‌های کوتاه‌دم است.